# مونیکا هاولکا
مونیکا هاولکا (انگلیسی: Monica Havelka; ۲۱ آوریل ۱۹۵۶ – ۱۲ ژوئیهٔ ۲۰۰۹) ورزشکار روئینگ اهل ایالات متحده آمریکا بود.